# Budawang Range
Die Budawang Range, die auch The Budawangs genannt wird, ist  ein Bergland im australischen Bundesstaat New South Wales. Das Bergland auf dem Gebiet der Great Dividing Range liegt ungefähr 190 Kilometer südwestlich von Sydney. Die Budawang Range erreicht durchschnittlich eine Höhe von 334 Metern.

## Landschaft
In der bergigen bis hügeligen Landschaft liegt der Budawang-Nationalpark und Morton-Nationalpark. Der Clyde River und Endrick River begrenzen das Bergland. Große Gebiete sind Wildnis und es gibt einen subtropischen Regenwald. Die Landschaft zeichnet sich durch Felsen aus Hart- und Weichgesteinen, tiefe Täler und zerklüfte Landschaften mit Schluchten und Wasserfällen aus. Landschaftliche und touristische Höhepunkte bilden das Monoliths Valley,Clyde River Valley, Hidden Valley aber auch das Felsengebilde Seven Gods und die Ettrema Gorge, eine Schlucht. Das Bergland wird von Wanderern, Klettern und Erholungsuchenden aufgesucht.

Landschaftsbilder
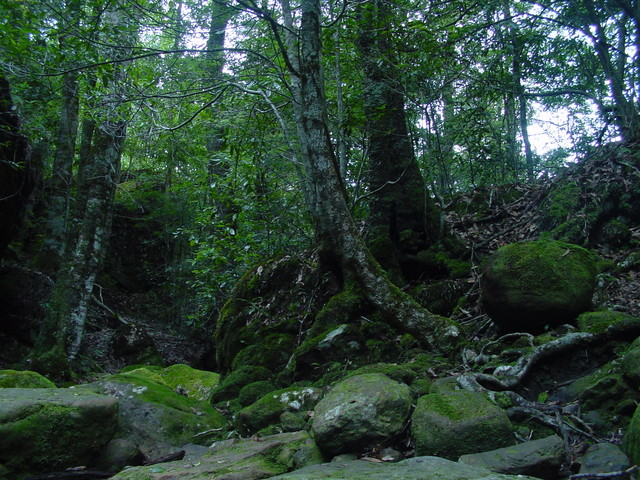
Budawangs subtropischer Regenwald
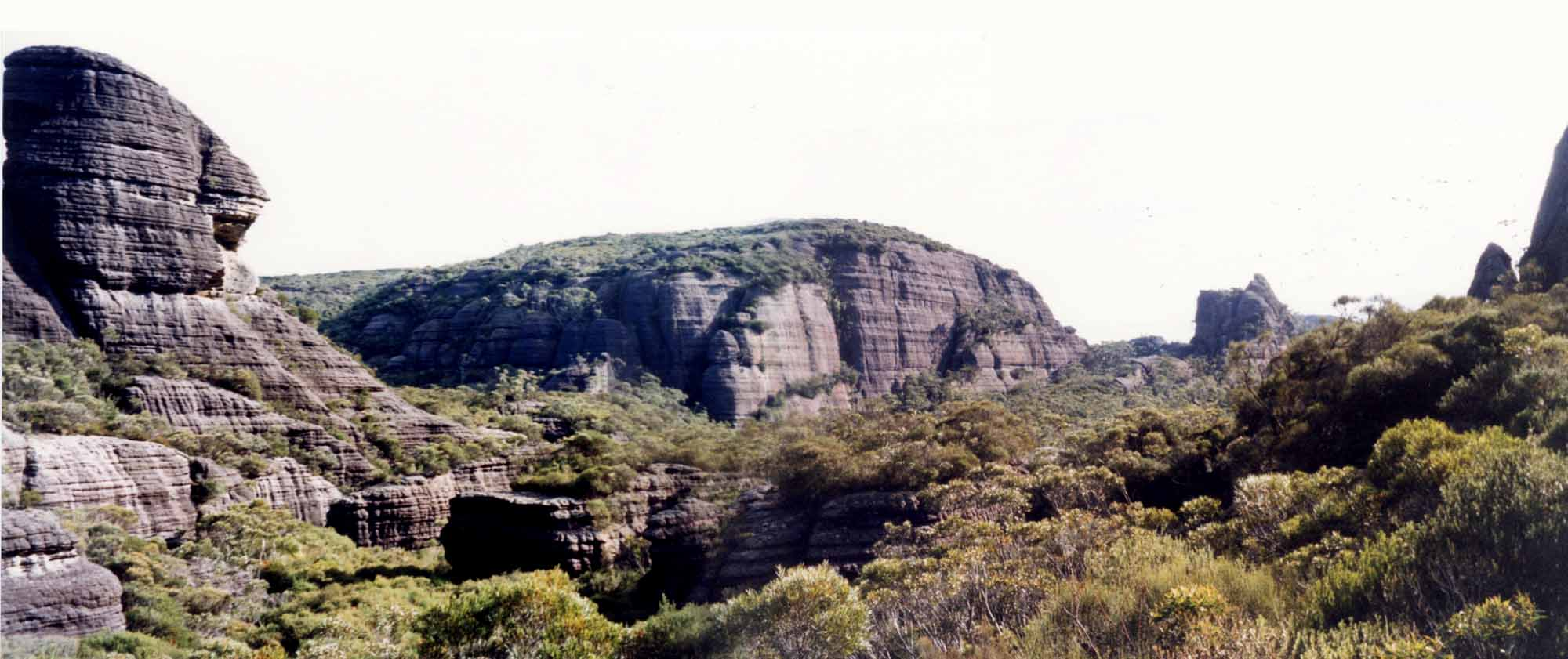
Monolith Valley
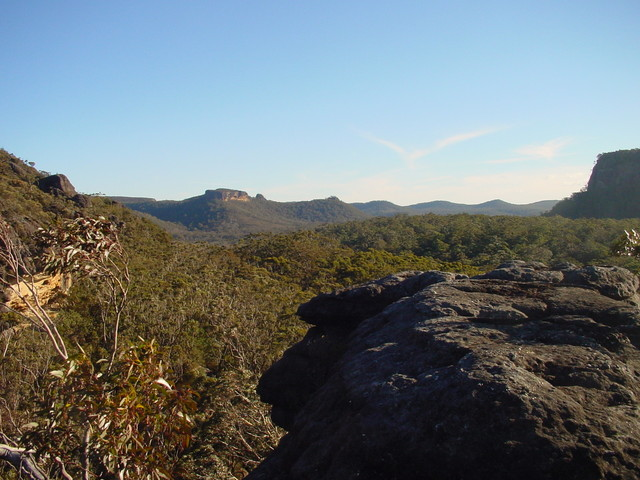
Blick über das Bergland Budawang vom Hidden Valley
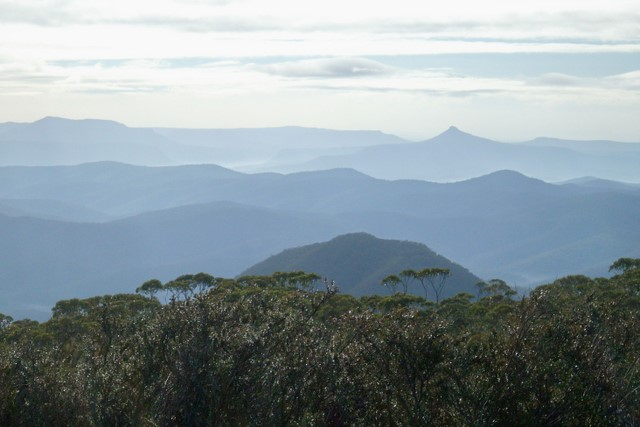
Blick vom Mount Budawang bis zum Pigeon House Mountain

## Bedeutende Berge

### Mount Budawang
Der höchste Berg in der Budawan Range ist der Mount Budawang. Er erreicht eine Höhe von 1129 Metern über dem Meeresspiegel und liegt acht Kilometer südöstlich der Ortschaft Mongarlow.

### Pidgeon House Mountain

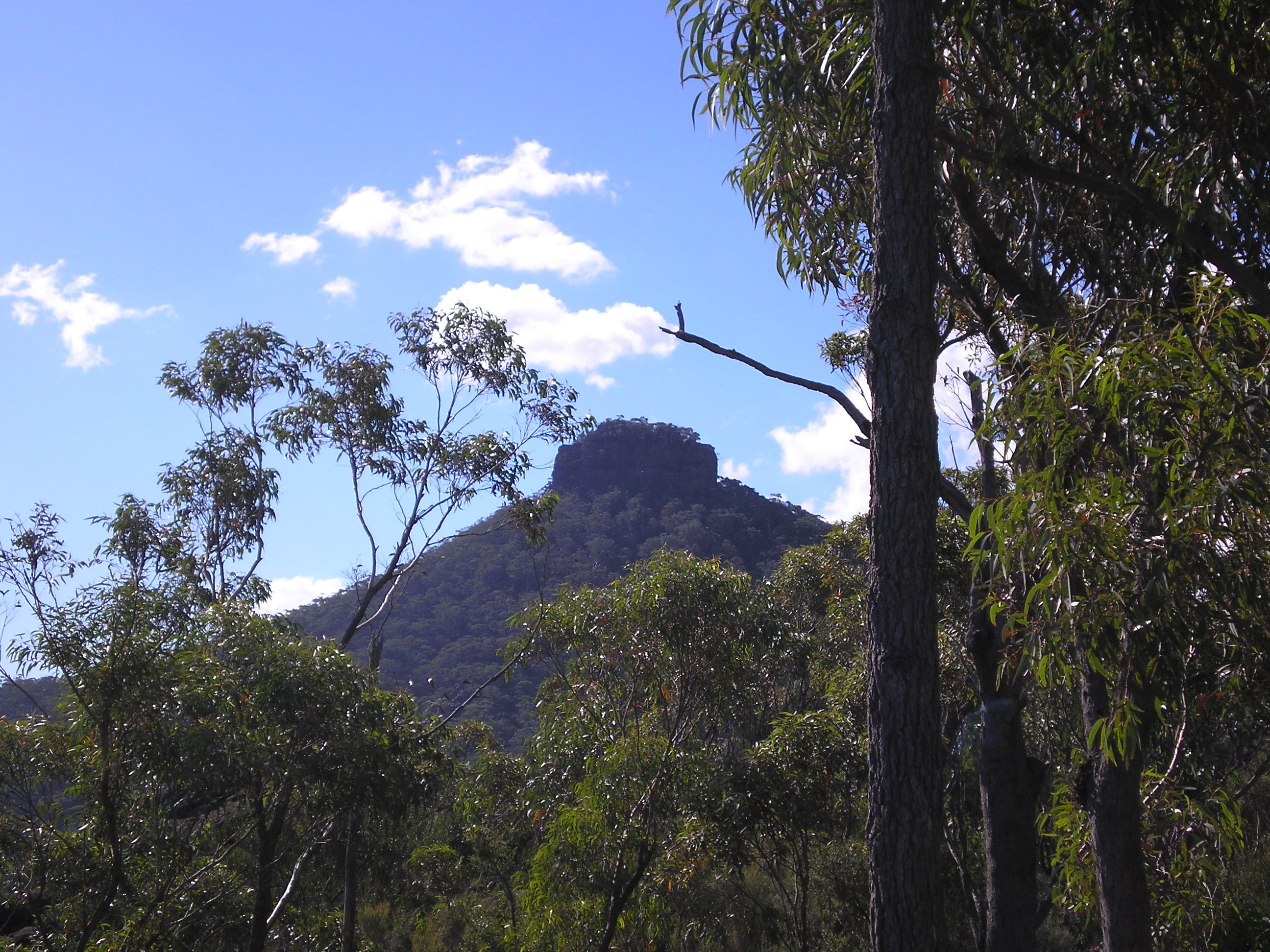
Pigeon House Mountain

Neben dem Mount Budawang legt der 720 Meter hohe Pidgeon House Mountain ein historisches Zeugnis über die europäische Entdeckung ab. Er wurde von James Cook auf seiner ersten Südseereise von 1768 bis 1771 auf der Endeavour am 21. April 1770 benannt. Die regionalen Aborigines nennen ihn Didthul, er hat für sie große kulturelle Bedeutung.

## Besiedlungsgeschichte
Die ersten Menschen, die seit Jahrtausenden in der Budawang Range lebten, waren die Aborigines der Wandandian, und   Walbanga
Von ihrem Leben zeugen Muschelansammlungen, Felsenritzungen, Lagerstätten und Steinwerkzeuge.
Die ersten Europäer besiedelten das Bergland Anfang der 1850er Jahre.
Zwischen 1943 und 1974 übte die Australian Army auf dem Tianjara Plateau mit Artilleriegeschützen. Die Royal Australian Navy führt derzeit in dem Bergland Tiefflugtraining mit ihren Düsenjägern und Helikoptern aus.